# Правдинский поссовет
Правдинский поссовет — упразднённая административно-территориальная единица в составе Пуховичского района Минской области Республики Беларусь.

## История
Согласно решению Минского областного Совета депутатов от 28 мая 2013 года упразднён. Населённые пункты включены в состав Новопольского сельсовета. Территория упразднённого поссовет включена в состав городского посёлка Правдинский.

## Состав
Правдинский поссовет включал 12 населённых пунктов:
- Барбарово — деревня.
- Волосач — деревня.
- Дуброво — деревня.
- Ковалевичи — деревня.
- Кристамполье — деревня.
- Кукига — деревня.
- Лебединое — хутор.
- Малиновка — деревня.
- Пристань — деревня.
- Сергеевичи — деревня.
- Слопищи — деревня.
- Теребель — деревня.